# Тэми Уайт
Тэми Уайт (англ. Tami White, род. 14 мая 1964[…], США) — американская порноактриса, лауреат премии XRCO Award.

## Биография
Родилась 14 мая 1964 года в США. Дебютировала в порноиндустрии в 1985 году.
Снималась для таких студий, как VCA Pictures, CDI Home Video, Prestige Video, Vidco Entertainment, Vivid Entertainment, Western Visuals и других. В 1989 году получила премию XRCO Award в номинации «лучшая актриса — сольное исполнение» за Romeo And Juliet II (под именем Ариэль Найт).
Ушла из индустрии в 1997 году, снявшись в 211 фильмах.

## Награды и номинации
| Год  | Награда    | Категория                           | Работа              | Результат |
| ---- | ---------- | ----------------------------------- | ------------------- | --------- |
| 1989 | XRCO Award | Лучшая актриса — сольное исполнение | Romeo And Juliet II | Победа    |

## Избранная фильмография
- Romeo And Juliet II (1988)
- Pretty Peaches 2 (1987)